# روز مردگان
روز مردگان (به اسپانیایی: Día de los Muertos) یک جشن ملی در مکزیک و برخی از کشورها برای مدت سه روز (۳۱ اکتبر–۲ نوامبر) است. افراد به زیارت قبر دوستان و خانواده می‌روند و آن‌ها را تمیز کرده، روی آن‌ها گل گذاشته و با روشن کردن شمع و خواندن دعا یاد آنها را زنده می‌کنند. به اعتقاد پژوهشگران ریشهٔ این جشن به دوران تمدن مایا و آزتک‌ها می‌رسد که جشنی در ستایش ایزدبانوی Mictecacihuatl بود و در اوت برگزار می‌شد. اما در دورهٔ استعمار، تاریخ این جشن به نوامبر منتقل شد.
فیلم پویانمایی کوکو با اقتباس از این رسم در سال ۲۰۱۷ منتشر شد.

## رسومات در مکزیک

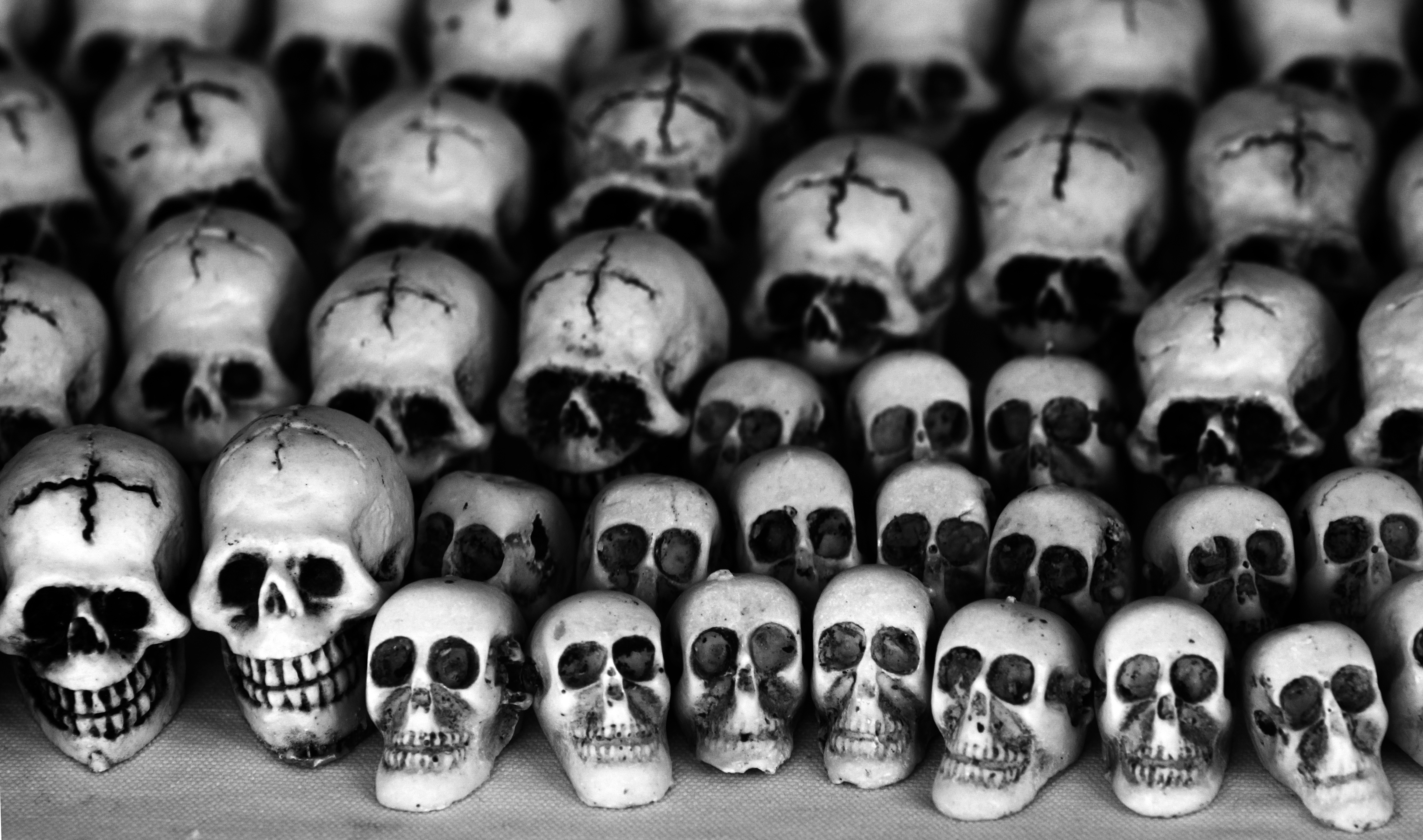
جمجمه‌های شکری

### برواره
یکی از رسومات رایج در جشن روز مردگان در مکزیک ساخت برواره (به اسپانیایی: ofrendas) می‌باشد. روی این برواره‌ها پیشکش‌های مختلفی من‌جمله انواع خوراک و نوشیدنی‌های مقدس یا اشیاء مورد پسند مردگان (از بازی‌های رایانه‌ای گرفته تا خودروها) جهت اهدا به ارواح مردگان گزارده می‌شوند. هدف از ساخت این برواره‌ها تشویق ارواح مردگان به حضور در جمع و گوش سپردن به دعای زندگان است. برواره‌ها معمولا در خانه یا مکان‌های عمومی ساخته می‌شوند اما ساخت برواره در قبرستان نیز رایج است.

### رژه روز مردگان
در ابتدای فیلم اسپکتر (از مجموعه فیلم‌های جیمز باند) رژه‌ای از افراد با لباس‌های اسکلتی نمایش داده می‌شود. یک سال بعد به دنبال توجه عمومی به فیلم، رژه‌ی روز مردگان برای اولین بار در مکزیکوسیتی برگزار می‌شود.